# Papaipema nepheleptena
Papaipema nepheleptena är en fjärilsart som beskrevs av Dyar 1908. Papaipema nepheleptena ingår i släktet Papaipema och familjen nattflyn. Inga underarter finns listade i Catalogue of Life.